# Calderónit
Calderónit ist ein selten vorkommendes Mineral aus der Mineralklasse der „Phosphate, Arsenate und Vanadate“. Es kristallisiert im monoklinen Kristallsystem mit der Zusammensetzung Pb2Fe3+[OH|(VO4)2], ist also chemisch gesehen ein Blei-Eisen-Vanadat und das Fe3+-Analogon von Brackebuschit.
Calderónit entwickelt tafelige bis prismatische, gestreifte Kristalle bis etwa einem Millimeter Länge mit einem glasähnlichen Glanz auf den Oberflächen. Bei verwitternden Proben nehmen die Oberflächen einen schwächeren harzähnlichen Glanz an. Die schwach durchsichtigen bis durchscheinenden Kristalle sind von dunkelgelber oder rotoranger bis rotbrauner Farbe. Je nach Quelle wird die Strichfarbe als rot oder rotorange bis gelb beschrieben.

## Etymologie und Geschichte

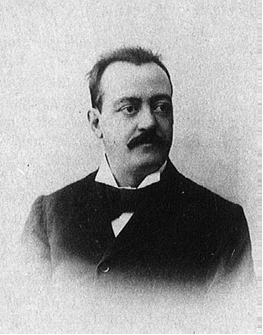
Namensgeber Salvador Calderón y Arana

Entdeckt wurde Calderónit zuerst in der ehemaligen Blei-Zink-Grube „Las Colmenitas“ etwa zwei Kilometer nordwestlich von Santa Marta in der Provinz Badajoz der spanischen, autonomen Gemeinschaft Extremadura. Die Erstbeschreibung erfolgte durch José González del Tánago, Ángel la Iglesia, Jordi Rius und Soledad Fernández Santín, die das Mineral in Anerkennung an dessen wichtige Beiträge zur Mineralogie Spaniens nach Salvador Calderón y Arana (1851–1911) benannten.
Tánago, Rius und Santín sandten ihre Untersuchungsergebnisse und den gewählten Namen 2001 zur Prüfung an die International Mineralogical Association (interne Eingangsnummer der IMA: 2001-022), die den Calderónit als eigenständige Mineralart anerkannte. Die Erstbeschreibung wurde 2003 im Fachmagazin American Mineralogist publiziert.

## Klassifikation
Da der Calderónit erst 2001 als eigenständiges Mineral anerkannt wurde, ist er in der letztmalig 1977 überarbeiteten 8. Auflage der Mineralsystematik nach Strunz noch nicht aufgeführt.
In der zuletzt 2018 aktualisierten Lapis-Systematik nach Stefan Weiß, die formal auf der alten Systematik von Karl Hugo Strunz in der 8. Auflage basiert, erhielt das Mineral die System- und Mineralnummer VII/B.24-028. Dies entspricht der Klasse der „Phosphate, Arsenate und Vanadate“ und dort der Abteilung „Wasserfreie Phosphate, mit fremden Anionen F,Cl,O,OH“, wo Calderónit zusammen mit Arsenbrackebuschit, Arsentsumebit, Bearthit, Brackebuschit, Bushmakinit, Canosioit, Feinglosit, Ferribushmakinit, Gamagarit, Goedkenit, Grandait, Jamesit, Lulzacit, Tokyoit und Tsumebit die „Brackebuschitgruppe“ mit der Systemnummer VII/B.24 bildet.
Die von der IMA zuletzt 2009 aktualisierte 9. Auflage der Strunz’schen Mineralsystematik ordnet den Calderónit ebenfalls in die Abteilung „Phosphate usw. mit zusätzlichen Anionen; ohne H2O“ ein. Diese ist weiter unterteilt nach der relativen Größe der beteiligten Kationen, so dass das Mineral entsprechend seiner Zusammensetzung in der Unterabteilung „Mit mittelgroßen und großen Kationen; (OH usw.) : RO4 = 0,5 : 1“ zu finden ist, wo es zusammen mit Arsenbrackebuschit, Arsentsumebit, Bearthit, Brackebuschit, Bushmakinit, Feinglosit, Gamagarit, Goedkenit, Tokyoit und Tsumebit die „Brackebuschitgruppe“ mit der Systemnummer 8.BG.05 bildet.
In der vorwiegend im englischen Sprachraum gebräuchlichen Systematik der Minerale nach Dana hat Calderónit die System- und Mineralnummer 40.02.08.04. Auch dies entspricht der Klasse der „Phosphate, Arsenate und Vanadate“ und dort der Abteilung „Wasserhaltige Phosphate etc.“. Hier findet er sich innerhalb der Unterabteilung „Wasserhaltige Phosphate etc., mit A2+(B2+)2(XO4) × x(H2O)“ in der „Brackebuschitgruppe“, in der auch Brackebuschit, Arsenbrackebuschit, Feinglosit und Bushmakinit eingeordnet sind.

## Kristallstruktur
Calderónit kristallisiert in der monoklinen Raumgruppe P21/m (Raumgruppen-Nr. 11) mit den Gitterparametern a = 7,649 Å; b = 6,101 Å; c = 8,904 Å und β = 112,23° sowie zwei Formeleinheiten pro Elementarzelle.

## Bildung und Fundorte

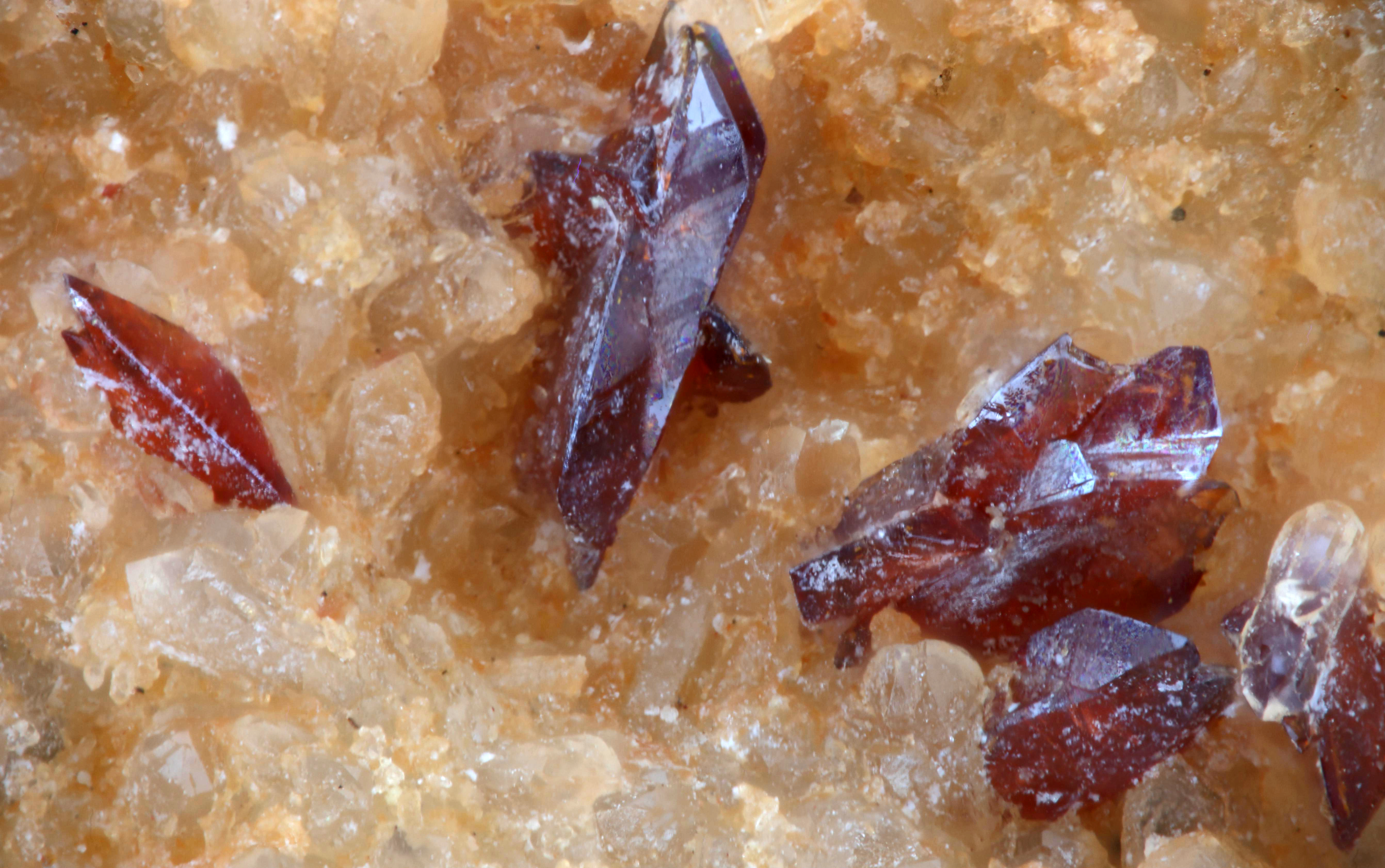
Roter Calderónit von der Palma-Gruppe, Bergbaurevier Hillsboro, Sierra County (New Mexico), USA (Sichtfeld: 1,8 mm)

Calderónit bildet sich in der oberen Oxidationszone von hydrothermalen Blei-Zink-Lagerstätten. Als Begleitminerale können unter anderem Chalkopyrit, Descloizit, Galenit, Mottramit, Pyrit, Sphalerit und Vanadinit auftreten. Weitere Minerale, die nicht direkt mit Calderonit vergesellschaftet sind, aber ebenfalls dort gefunden wurden, sind Adamin, Beudantit, Cerussit, Chalkophanit, Hemimorphit, Mimetesit, Quarz, Silber, Smithsonit und Wulfenit sowie verschiedene Calcium-Eisen-Karbonate.
Als seltene Mineralbildung konnte Calderónit nur an wenigen Orten nachgewiesen werden, wobei weltweit bisher rund 30 Vorkommen dokumentiert sind (Stand 2024). Außer an seiner Typlokalität Grube „Las Colmenitas“ konnte das Mineral in Spanien noch in der ebenfalls nahe Santa Marta betriebenen Grube „Reserva“ und in der Blei-Zink-Lagerstätte bei Azuaga in der Extremadura sowie in der Grube „María Josefa“ bei Rodalquilar in Andalusien gefunden werden.
In Deutschland sind bisher keine Vorkommen bekannt.
Die bisher einzigen bekannten Fundorte in Österreich sind der „Waldbrand-Stollen“ auf der oberen Schäffler Alp nahe Zauchen im Kärntener Bezirk Völkermarkt und die Grube „Nepomuk“ am Galmeikogel bei Annaberg in Niederösterreich.
Weitere bisher bekannte Fundorte sind unter anderem die Grube „Venus“ bei El Guaico (Sierra de Córdoba) im argentinischen Departamento Punilla; der „Iron Monarch“-Tagebau bei Iron Knob in Südaustralien; Isallo in der norditalienischen Gemeinde Magliolo; die Grube „Enmei“ bei Shizuoka auf der japanischen Insel Honshū sowie die Gruben „Manila“ bei Tombstone, „C and B“ bei Christmas (Gila County) und „Evening Star“ bei Tiger Wash (Maricopa County) in Arizona, das Paradox Valley im Montrose County in Colorado, die Gruben „Gold Quarry“ im Eureka County und „Silver Coin“ im Humboldt County in Nevada und die Grube „Magnitude“ im Box Elder County in Utah.